# Die 10 Gebote (Musical)
Die 10 Gebote ist ein Pop-Oratorium von dem Komponisten Dieter Falk und dem Librettisten Michael Kunze, das an die Geschehnisse im 2. Buch Mose angelehnt ist.
Es erzählt konzertant (Texte, Gesang und Tanz) mit vielen Pop- und Gospel-Elementen die Geschichte der Israeliten vom ersten Treffen des Mose mit seiner späteren Frau Zipporah über die Zehn Plagen und dem Auszug aus Ägypten bis hin zur Stiftung der 10 Gebote durch Gott. Das Finale steigert die Aussage der 10 Gebote hin zum großen Universellen Gebot, der Liebe im Angesicht der Menschlichkeit.

## Aufführungen
Das zeitweise auch als Musical bezeichnete Oratorium kam am 17. Januar 2010 im Rahmen der RUHR.2010 – Kulturhauptstadt Europas in der mit 9000 Zuschauern vollbesetzten Dortmunder Westfalenhalle zur Uraufführung. Die Hauptrollen spielten Michael Eisenburger (als Mose) sowie Bahar Kızıl (als Zipporah, Moses Ehefrau) und Stefan Poslovski (als Pharao). 2555 Sänger und Sängerinnen aus neunzig deutschen Chören haben dabei mitgewirkt.
Am 6. März 2011 fanden in der Kampa-Halle Minden zwei Aufführungen mit jeweils 500 Sängerinnen und Sängern, dem jungen orchester NRW und der Dortmunder Originalbesetzung statt. Die Aufführungen waren Teil des Rahmenprogramms zur Woche der Brüderlichkeit, die 2011 in Minden durch NRW-Ministerpräsidentin Hannelore Kraft eröffnet wurde.
Im Rahmen des 33. Deutschen Evangelischen Kirchentags fand am 4. Juni 2011 eine Aufführung im Glücksgas-Stadion in Dresden mit vom Veranstalter geschätzten etwa 15.000 Zuschauern statt. Bei dieser Open-Air-Veranstaltung war neben 1300 Sängern aus sächsischen Chören auch die Originalbesetzung aus Dortmund zu sehen. Begleitet wurde die Aufführung vom Orchester der Landesbühnen Sachsen.
Chorprojekte und Aufführungen fanden im „Jahr der Kirchenmusik 2012“ in Hannover (TUI Arena), Düsseldorf (ISS Dome), Mannheim (SAP-Arena) und in Braunschweig (Volkswagen-Halle Braunschweig) statt. Bei der Aufführung am 26. Februar 2012 in Mannheim sangen bei einer einzigen Veranstaltung 2811 Sängerinnen und Sänger im Chor. Nach Angabe des Veranstalters Creative Kirche war dies der größte Musicalchor, der je in Deutschland aufgetreten ist.
Ab Februar 2013 wurde das um einige Szenen und Rollen ergänzte Stück im Theater St. Gallen als professionelle Musicalproduktion zwei Jahre lang in einer Serie von etwa 40 Aufführungen gespielt. Die Aufführungszeit betrug dabei zwei Stunden und 40 Minuten statt bisher 90 Minuten.
Am 13. September 2014 wurden zwei Aufführungen im „Michel“ von rund 850 Sängern des Chorverbands Hamburg, sowie einzelnen Sängern und Chören aus dem gesamten Bundesgebiet begleitet und von etwa 3300 Zuschauern besucht.

## Besetzung Uraufführung
| Rolle           | Darsteller                |
| Mose            | Michael Eisenburger       |
| Zipporah        | Bahar Kızıl               |
| Erzählerin      | Yosefin „Yoyo“ Buohler    |
| Erzähler        | Paul Falk                 |
| Aaron           | Frank Logemann            |
| Pharao          | Stefan Poslovski          |
| Naroch          | Jonathan Agar             |
| Engel/Ensemble  | Bonita Niessen            |
| Reguil/Ensemble | David Thomas              |
| Ensemble        | Silke Braas, Stefan Stara |
| Gottes Stimme   | Otto Sander               |

## Lieder
| - Prolog - Das Wasserloch - Der Dornbusch - Aufbruch - Aaron | - Pharao - Naroch - Die erste Plage - Israels Trost - Weitere Plagen | - Empörung - Zipporahs Zuspruch - Blutnacht und Exodus - Durst - Hunger | - Der Weg aus der Wüste - Das große Gewitter - Das goldene Kalb - Die zehn Gebote |

## Sonstiges
Mit der Uraufführungsbesetzung, zu der u. a. auch Otto Sander als Stimme Gottes gehörte, erschien im Voraus im Oktober 2009 eine CD-Einspielung. Bereits im Juni 2009 probten die Chorleiter der teilnehmenden Chöre mit Dieter Falk das Pop-Oratorium in der Christuskirche Witten ein, um es in den jeweiligen Chören individuell auf die Uraufführung vorbereiten zu können. Erste Gemeinschaftsproben wurden im Oktober und November 2009 in Hagen, Unna, Gladbeck und Duisburg durchgeführt. Eine Hauptprobe, bei der alle 2555 Sänger zusammenkamen, fand am 9. Januar 2010 im RuhrCongress in Bochum statt.

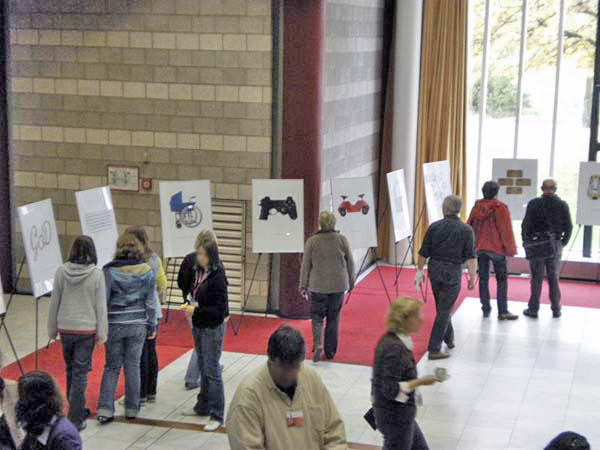
Offizielle Kunstausstellung "Die 10 Gebote

Als Begleitprogramm des Musicals wurde eine Plakatausstellung präsentiert. Die Illustrationen wurden bei den Chorproben und u. a. bei der Uraufführung gezeigt.
Das Projektteam besteht u. a. aus Doris Marlies (Regie), Karin Alberti (Kostüme), Michael Grundner (Licht) und Carsten Kümmel (Ton).